# Part of Me
«Part of Me» — перший сингл перевидання третього студійного альбому американської поп-співачки Кеті Перрі — «Teenage Dream: The Complete Confection». В США сингл вийшов 13 лютого 2012. Пісня написана Кеті Перрі, Dr. Luke, Максом Мартіном та Бонні МакКі; спродюсована Dr. Luke, Максом Мартіном та Cirkut. Музичне відео зрежисоване Ben Mor; прем'єра музичного відео відбулась у березні 2012.

## Музичне відео
21 березня 2012 відбулася прем'єра відеокліпу. Відеокліп зрежисовано Беном Мором (Ben Mor).

## Список композицій
- Цифрове завантаження для США[1]

1. "Part of Me" – 3:35

- Цифрове завантаження для США – ремікс[2]

1. "Part of Me" (Jacques Lu Cont's Thin White Duke Mix) – 6:02

- Цифрове завантаження для Великої Британії – міні-альбом із реміксами[3]

1. "Part of Me" – 3:35
2. "Part of Me" (Jacques Cont's Thin White Duke Mix) – 6:02
3. "Part of Me" (Jacques Cont's Thin White Duke Radio Edit) – 3:47
4. "Part of Me" (Instrumental) – 3:35

- CD-сингл

1. "Part of Me" – 3:35
2. "Tommie Sunshine's Megasix Smash-Up" – 7:03

- Цифрове завантаження – міні-альбом із реміксами

1. Part of Me (Freemasons Radio Edit) – 3:57
2. Part of Me (Freemasons Mixshow Edit) – 5:48
3. Part of Me (Freemasons Dub) – 7:58
4. Part of Me (Freemasons Club Mix) – 8:18

## Чарти
Тижневі чарти
| Чарт (2012)                                | Місце |
| ------------------------------------------ | ----- |
| Australian Singles Chart                   | 5     |
| Austrian Singles Chart                     | 18    |
| Belgium (Ultratop 50 Flanders) (Фландрія)  | 18    |
| Belgium (Ultratop 50 Wallonia) (Валлонія)  | 28    |
| Болгарія (IFPI)                            | 1     |
| Hot 100 Airplay                            | 25    |
| Canada (Canadian Hot 100)                  | 1     |
| Czech Republic (Rádio Top 100)             | 17    |
| France French Singles Chart                | 13    |
| Germany German Singles Chart               | 20    |
| Hungary (Rádiós Top 40)                    | 6     |
| Irish Singles Chart                        | 5     |
| Israel Media Forest                        | 9     |
| Italian Singles Chart                      | 14    |
| Japan Japanese Singles Chart               | 22    |
| Lebanon (Lebanese Top 20)                  | 3     |
| Mexico Top Inglés (Monitor Latino)         | 6     |
| Mexico (Billboard Mexico)                  | 8     |
| Netherlands Single Top 100                 | 28    |
| New Zealand Recorded Music NZ              | 1     |
| Scotland (Official Charts Company)         | 1     |
| Slovakia (Rádio Top 100)                   | 11    |
| Spanish Singles Chart                      | 48    |
| Swiss Singles Chart                        | 33    |
| UK Singles (Official Charts Company)       | 1     |
| US Billboard Hot 100                       | 1     |
| US Adult Contemporary (Billboard)          | 18    |
| US Adult Top 40 (Billboard)                | 4     |
| US Dance Club Songs (Billboard)            | 1     |
| US Mainstream Top 40 (Billboard)           | 3     |
| US Rhythmic (Billboard)                    | 22    |
| Venezuela Pop Rock General (Record Report) | 1     |

## Продажі
| Країна                | Сертифікація (таблиця продажів та сертифікатів) | Продажі    |
| --------------------- | ----------------------------------------------- | ---------- |
| Австралія (ARIA)      | 3× Платина                                      | +210,000   |
| Канада (CRIA)         | 3× Платина                                      | +240,000   |
| Італія (FIMI)         | Золото                                          | +15,000    |
| Мексика (AMPROFON)    | Золото                                          | +30,000    |
| Нова Зеландія (RIANZ) | Платина                                         | +15,000    |
| Південна Корея        |                                                 | 304,829    |
| Британія (BPI)        | Золото                                          | +400,000   |
| США (RIAA)            | 4× Платина                                      | +2,900,000 |

## Історія релізів
| Країна          | Дата            | Формат                  | Лейбл   |
| --------------- | --------------- | ----------------------- | ------- |
| Австралія       | 14 лютого 2012  | Цифрове завантаження    | Capitol |
| Австрія         | 14 лютого 2012  | Цифрове завантаження    | Capitol |
| Бельгія         | 14 лютого 2012  | Цифрове завантаження    | Capitol |
| Чехія           | 14 лютого 2012  | Цифрове завантаження    | Capitol |
| Данія           | 14 лютого 2012  | Цифрове завантаження    | Capitol |
| Фінляндія       | 14 лютого 2012  | Цифрове завантаження    | Capitol |
| Німеччина       | 14 лютого 2012  | Цифрове завантаження    | Capitol |
| Італія          | 14 лютого 2012  | Цифрове завантаження    | Capitol |
| Японія          | 14 лютого 2012  | Цифрове завантаження    | Capitol |
| Нідерланди      | 14 лютого 2012  | Цифрове завантаження    | Capitol |
| Нова Зеландія   | 14 лютого 2012  | Цифрове завантаження    | Capitol |
| Норвегія        | 14 лютого 2012  | Цифрове завантаження    | Capitol |
| Португалія      | 14 лютого 2012  | Цифрове завантаження    | Capitol |
| Іспанія         | 14 лютого 2012  | Цифрове завантаження    | Capitol |
| Швеція          | 14 лютого 2012  | Цифрове завантаження    | Capitol |
| Швейцарія       | 14 лютого 2012  | Цифрове завантаження    | Capitol |
| США             | 21 лютого 2012  | Top 40/Mainstream radio | Capitol |
| Велика Британія | 18 березня 2012 | Цифрове завантаження    | Capitol |
| Ірландія        | 18 березня 2012 | Цифрове завантаження    | Capitol |
| Велика Британія | 23 квітня 2012  | CD-сингл                | Capitol |